# 캐서린 브릭스
캐서린 매리 브릭스(영어: Katharine Mary Briggs, 1898년 11월 8일 ~ 1980년 10월 15일)는 영국의 민속학자이자 작가이다. 그녀는 1955년에 요정 딕을 썼다.

## 생애
캐서린 브릭스는 런던주 햄프스티드에서 태어났다. 가족은 1911년에 퍼스셔로 이주했으며 그곳에서 어니스트는 달비티에 하우스를 지었다.
브릭스는 1980년 10월 15일에 82세로 사망했다.

## 작품
- 《요정 딕》 (1955)